# Adrian Wieczorek

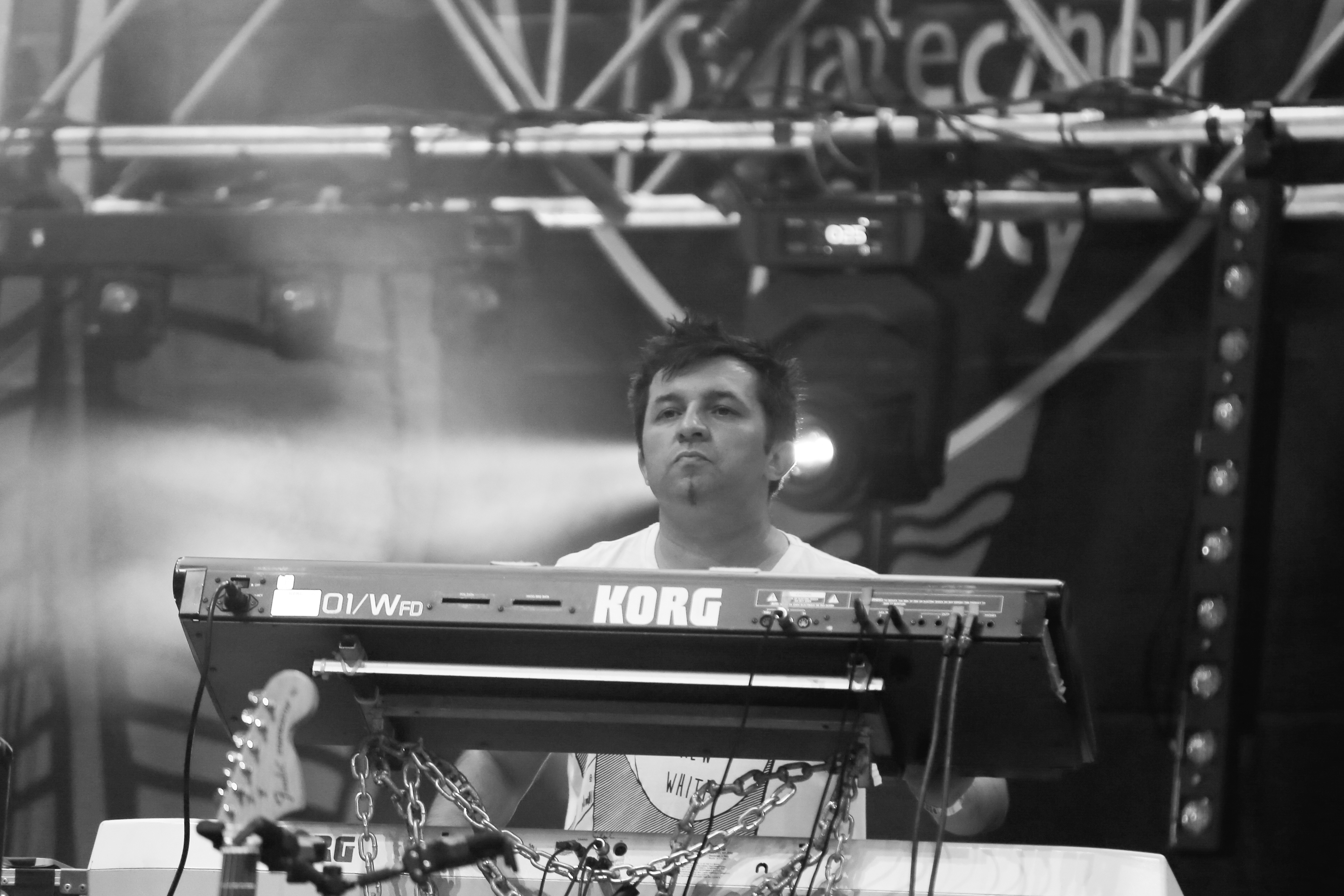
Adrian Wieczorek na Przystanku Woodstock 2016

Adrian Wieczorek (ur. 11 września 1977 w Rybniku) – klawiszowiec, kompozytor, członek grupy Łzy, Lady Frau, organizator imprez masowych, elektronik oraz informatyk.

## Kariera zawodowa
Do zespołu Łzy dołączył w 1996 roku. Jest kompozytorem wielu utworów zespołu ŁZY, między innymi takich przebojów jak Trochę wspomnień, tamtych dni, oraz Gdybyś był. W roku 2010 wraz z trzema kolegami z zespołu ŁZY Arkadiuszem Dzierżawą, Dawidem Krzykałą oraz Rafałem Trzaskalikiem założył rockową grupę o nazwie Lady Frau. W grupie tej uczestniczyli ponadto Miłosz Jędraszewski – gitarzysta, oraz Małgorzata Oleś – wokalistka. Działalność zespołu Lady Frau po kilkumiesięcznej trasie koncertowej została zawieszona na poczet działalności zespołu ŁZY. Adrian Wieczorek przez dziewięć lat był organizatorem śląskiego festiwalu rockowego „Magia Rocka”, odbywającego się corocznie w gminie Lyski obok Rybnika. W roku 2011 wycofał się z organizacji tej imprezy. Obok muzyki od zawsze jego pasją była elektronika, z której tak naprawdę nigdy nie zrezygnował. Jest właścicielem firmy „i-Future” zajmującej się systemami inteligentnego sterowania budynkiem oraz elektronicznymi systemami zabezpieczeń budynków.

## Życie prywatne
Ma żonę Martę (obecnie tour manager zespołu ŁZY) i dwóch synów Nikodema i Kacpra. Obecnie mieszka w Gaszowicach